# Norik (rimska provinca)
Norik je bila rimska provinca, ki je obsegala večino sedanje Avstrije in del Slovenije in Bavarske. Na vzhodu je mejila na rimsko provinco  Panonijo, na jugu na Italijo, na zahodu na Retijo in na severu na reko Donavo. 
Noriki so bili rodovno-plemenska zveza trinajst večinoma keltskih plemen, ki so v 2. stoletju pr. n. št. skupaj drugim največjim plemenom, Tavriski, ustanovila državno tvorbo, znano kot  Noriško kraljestvo (Regnum Noricum).

## Rimska provinca
Norik je bil do vključitve v Rimsko cesarstvo neodvisna država, v kateri so vladali domači knezi in je trgovala z Rimljani. V državljanski vojni med Julijem Cezarjem in Pompejem leta 48 pr. n. št. so bili na Cezarjevi strani. Leta 16  pr. n. št. so skupaj s Panonci napadli Histrijo, kjer jih je porazil prokonzul Ilirika Publij Silij. Rimljani so po zmagi razglasili Norik za svojo provinco, vendar je obdržal status tributarnega kraljestva. Obdržal je svojo organizacijo in celo naziv Regnum Noricum (Noriško kraljestvo), vendar je bil pod nadzorom rimskega prokurista. 
Med vladavino cesarja Klavdija I. (vladal 41-54) so Rimljani, očitno brez upiranja, Noriško kraljestvo priključili k svojemu cesarstvu. Zgodovinarji domnevajo, da je bila ta sprememba le formaliziranje nekaj let prej nastalega dejanskega stanja. 
Med vladavino Antonina Pija (vladal 138-161) se je v Noriku nastanila rimska II. legija Pia, kasneje preimenovana v Italica. Njen poveljnik je bil istočasno tudi guverner province. 
Z Dioklecijanovi državnimi reformami je bila provinca Norik razdeljana na Obrežni Norik (Noricum ripense), ki je obsegal severni Norik južno od Donave, in Notranji ali Sredozemski Norik (Noricum mediterraneum), ki je obsegal južni, bolj gorat del Norika. Meja med njima je potekala po grebenu Vzodnih Alp. Oba Norika sta upravljala praesesa. Oba sta spadala v diocezo Ilirik v pretorski prefekturi Italiji.  
V 2. stoletju n. št. so Norik ogrožale markomanske vojne, kar je privedlo do propada ali zmanjšanja pomena nekaterih mest. Rimske upravne strukture so se ohranile tudi po propadu Rimskega imperija in so propadle šele ob naselitvi Slovanov in Avarov. Na ozemlju Norika je ostal precejšen del staroselcev. V zgodnjem srednjem veku se je v južnem delu nekdanjega Norika razvila slovenska plemenska kneževina Karantanija.

## Glavna mesta
Rimske kolonije in glavna mesta v Noriku so bila Virunum na Gosposvetskem polju severno od Celovca,  Teurnia pri Špitalu ob Dravi, Flavia Solva pri Lipnici na Štajerskem v južni Avstriji, Celeia (Celje), Juvavum (Salzburg) ter Ovilava (Wels) in Lauriacum (Lorch) v Gornji Avstriji.